# Graham Drinkwater
Charles Graham Drinkwater, kanadski amaterski hokejist, * 22. februar 1875, Montreal, Quebec, Kanada, † 27. september 1946. 
Igral je na položaju napadalca za moštvo Montreal Victorias v ligi Amateur Hockey Association of Canada (AHAC). Bil je eden redkih igralcev, ki je bil sposoben enako kakovostno igrati tako v napadu kot v obrambi. Leta 1950 je bil sprejet v Hokejski hram slavnih lige NHL. 

## Otroštvo
Drinkwater se je rodil in je odraščal v Montrealu. Kot najstnik je tekmoval v nogometu in hokeju na ledu, nato pa je v sezoni 1892/93 začel igrati za mladinsko hokejsko moštvo Montreal Hockey Club. Isto leto je Montreal Hockey Club osvojil svoj prvi Stanleyjev pokal. Drinkwater je imel vidnejšo vlogo v univerzitetnem nogometnem moštvu Univerze McGill. 

## Igralska kariera
Drinkwater je univerzo zapustil leta 1895 in podpisal z moštvom Montreal Victorias, kjer je pričakoval, da bo dobil večjo minutažo. Na osmih tekmah je zadel 9 zadetkov in povedel moštvo do Stanleyjevega pokala. Stanleyjev pokal je osvojil tudi v letih 1896, 1897, 1898 in 1899 (kot kapetan). Njegovo odlično drsanje in eleganca sta ga napravili za enega najboljših hokejistov v začetkih tega športa. Leta 1950 je bil posthumno sprejet v Hokejski hram slavnih lige NHL. 

### Pregled kariere
Odebeljeno - reprezentančni nastopi, glej tudi Statistika pri hokeju na ledu.
| Moštvo             | Liga             | Sezona |    | Redni del | Redni del | Redni del | Redni del | Redni del | Redni del |   | Končnica | Končnica | Končnica | Končnica | Končnica | Končnica |
| ------------------ | ---------------- | ------ | -- | --------- | --------- | --------- | --------- | --------- | --------- | - | -------- | -------- | -------- | -------- | -------- | -------- |
| Moštvo             | Liga             | Sezona | OT | G         | P         | T         | +/-       | KM        | OT        | G | P        | T        | +/-      | KM       |          |          |
| Montreal Victorias | AHAC             | 92/93  |    | 3         | 1         | 0         | 1         |           |           |   |          |          |          |          |          |          |
| Montreal Victorias | AHAC             | 94/95  |    | 8         | 9         | 0         | 9         |           |           |   |          |          |          |          |          |          |
| Montreal Victorias | AHAC             | 95/96  |    | 8         | 7         | 0         | 7         |           |           |   |          |          |          |          |          |          |
| Montreal Victorias | Stanleyjev pokal | 95/96  |    |           |           |           |           |           |           |   | 1        | 1        | 0        | 1        |          |          |
| Montreal Victorias | AHAC             | 96/97  |    | 4         | 3         | 0         | 3         |           |           |   |          |          |          |          |          |          |
| Montreal Victorias | Stanleyjev pokal | 96/97  |    |           |           |           |           |           |           |   | 1        | 0        | 0        | 0        |          |          |
| Montreal Victorias | AHAC             | 97/98  |    | 8         | 10        | 0         | 10        |           |           |   |          |          |          |          |          |          |
| Montreal Victorias | AHAC             | 98/99  |    | 6         | 0         | 0         | 0         |           |           |   |          |          |          |          |          |          |
| Montreal Victorias | Stanleyjev pokal | 98/99  |    |           |           |           |           |           |           |   | 2        | 1        | 0        | 1        |          |          |
| Skupaj             |                  |        |    | 37        | 30        | 0         | 30        |           |           |   | 4        | 2        | 0        | 2        |          |          |